# Radio Soli
Radio Soli je bila jedna od tuzlanskih radio postaja. Emitirala je na hrvatskom jeziku. 
Proradila je 5. studenoga 1995. godine. Prve riječi u eteru bile su Hrvatski radio Radio postaja Soli emitira program na 92,7 megaherca...”, a izgovorila ih je Barkica Gojak. Postaju je blagoslovio fra Petar Matanović. Ispočetka je emitirala ponedjeljkom, utorkom, srijedom, četvrtkom, petkom i subotom vlastiti program od 15 do 19 sati, a nedjeljom od osam do 12 sati. Poslije se broj sati vlastita programa povećavao. Mnogim je suradnicima rad u Solima bio prvi dodir s novinarstvom. Bili su tu i iskusni novinari. Glavni urednik bio je Zvonimir Banović zatim, Boris Ćurković, urednik informativnoga i političkog programa, Gabrijela Banović, urednica kulturnoga i zabavnog programa, Branislav Pero Štumf, glazbeni urednik te najodgovorniji za tehniku Zoran Mrkić. Ovim je radijompo prvi puta u središte zbivanja stavljen hrvatski doprinos u očuvanju i razvijanju Tuzle i regije kao sredine zajedničkog življenja. Postaja je emitirala serijal o povijesti Hrvata u Soli, redovna emisija o braniteljima, o bojovnicima 115. HVO brigade “Zrinski”, o poduzećima koja su skromno materijalno skrbila nekoliko hrvatskih udruga, vjerski program, učenje hrvatskoga jezika, te ozbiljna glazba, koja se jedino tada pod palicom Branislava Štumfa i mogla čuti s valova postaje Soli. Vrlo je bila slušana emisija izvorne glazbe. Postaja je održavala redoviti radio-most s hrvatskim postajama u Livnu, Orašju, Kiseljaku, Žepču, Busovači. Prvi se put moglo čuti vijesti o stanju u mjestima s hrvatskom većinom. Čuti druge govoriti hrvatskim jezikom na radijskim valovima bila je prava mala revolucija u Tuzli. Soli su probile ondašnju informacijsku blokadu u kojoj su do ljudi u Tuzli dolazile jednostrane vijesti iz Sarajeva, ponavljane s lokalnih postaja, u kojima se nijekao hrvatski identitet, Hrvate izravno optuživali ili najčešće dovodili u kontekst rušenja bosanskohercegovačke države. Sve do pojave Radija Soli, nije se moglo čuti o drukčijem političkom stajalištu od onoga kojega je propagirao bošnjački politički i vojni vrh.
Godine 2011. preselio je na novu adresu, "O3" stara željeznička stanica, 2. korpusa Armije RBiH, Lamela 3. Javni je servis koji se financirao isključivo prodajom vlastitog radijskog vremena. Zbog financijskih i pravnih problema, s emitiranjem programa prestao je 2011. godine. Misiju Radija Soli nastavlja Zavičajni radio Breške zahvaljujući članovima udruge Društvo Breščana.
Nudila je online streaming program (slušanje radio programa uživo putem interneta) za svoje slušatelje. Osnovana je 1995. godine. Osnovna ideja osnivača bila je obogatiti prostore tuzlanskog kraja medijem koji će svoj program emitirati na hrvatskom jeziku i koji će svakodnevno promicati kulturu Hrvata katolika kao i ostalih, a u duhu multikulturalnosti i multietničnosti ovog kraja. Jedan je od dva medija Hrvata tuzlanskog kraja, uz tri godine stariji Hrvatski glasnik. Jedina su radijska kuća u Tuzlanskoj županiji koja program emitira na hrvatskom jeziku. Kao što su osnivači i željeli, Radio Soli izuzetno vode računa o njegovanju kulturne tradicije i izvornih običaja Hrvata ovoga područja.
Radio Soli imao je deset djelatnika čijm ogromnim naporima, dobroj volji, njihovoj upornosti, velikom trudu da program bude što kvalitetniji i raznovrsniji. Zahvaljujući njihovoj upornosti ovaj radio opstao je. Do 2007. Vlada Hrvatske redovito je financijski pomagala ovu postaju.
Osnivanje Radio difuzije Soli pripremalo se zadnje godine oslobodilačkog rata u Bosni. Početak emitiranja bio je iste godine. Radio Soli počeo je raditi kao mala postaja koja je okupljala entuzijaste i već unutar 10 godina postala je respektabilni medij. Radio Soli emitirao je informativni program, bogati zabavno-glazbeni program, zbivanja iz vjerskog i kulturnog života, športska zbivanja te sadržaje za djecu i mladež. Hrvatski glasnik i Radio Soli često nailazili su na nepovjerenje kod drugih građana koji neopravdano smatraju da su ta dva medija samo usmjereni na promicanje svega hrvatskog.
Godišnje Radio Soli realizirao je nekoliko projekata koji su po sadržajem i načinom realizacije jedinstveni u BiH. U Solima isticali su kao primjer prvo vjenčanje uz izravni radijski prijenos u BiH u prostorijama jedne radijske postaje, gdje mladenci pristanak izriču izravno u eter i tako osvaja vrijedne nagrade i bračno putovanje. Tradiciju prijenosa vjenčanja su nastavili godinama poslije. Emisiju su emitirali na Valentinovo 14. veljače u prigodnom programu u sklopu kojega je središnji dio vjenčanje u živo. Šesteročlana ekipa Radija Soli mladencima osmišljava kreativnu garderobu, priređuje atraktivnu vožnju limuzinom do radija u stilu hollywoodskih zvijezda te ostale sjajne ideje. Osim vjenčanja u živo, slušateljima Radija Soli od 2004. godine na Valentinovo izabirao je posebni žiri najljepšu ljubavnu pjesmu na natječaju za izbor najljepše ljubavne pjesme ili najljepše ljubavne priče. U žiriju za najljepšu pjesmu i najljepšu ljubavnu priču bili su bošnjački književnik Jasmin Imamović, hrvatski književnik Šimo Ešić, i glavni i odgovorni urednik Hrvatskog glasnika Juraj Novosel. Za Valentinovo bili su i drugi sadržaji za slušatelje Radija Soli koji su zaljubljeni ili to žele biti. Drugi primjer je humanitarnog karaktera “Dani domaćih proizvoda” kroz koji se prikupljalo sredstva za JU Dom za nezbrinutu djecu u Slavinovićima i Narodnu kuhinju u Tuzli.
Ostali projekti Radija Soli bili su “Natjecanje novinara u pravljenju gulaša”, “Dani domaćih proizvoda”, “Veliki novogodišnji party” i “Žena godine Tuzlanske županije”, emisije Jutro, kviz Bez muškaraca, underground and alternative radio show Metal Mind i Rock Files,  zajednički program s Radio postajom Odžak u Županiji Posavskoj.
Programska shema bila je: od ponedjeljka do petka u 7 Kronika HR Zagreb, 7.30 Jutarnji program - "Dobro jutro", u 8 - Vijesti, 9 - 10 - Promidžbeni program, 9.45 - Vijesti, u 10 - Otvoreni radio - prijepodne, u 12 - Vijesti, u 12.15 Otvoreni radio - popodne, od 13 emisije Treće poluvrijeme, Tema tjedna, Znanjem do zdravlja, Biznis plan /Posao.ba, Radio portal, u 14 - Glazbene želje, u 15 - Kronika HR Zagreb, u 16 - Promidžbeni program, u 17 - Vijesti, u 18 - Emisije - R, u 19 - Promidžbeni program, od 20 - Glazbena večer. Subotom je u 7 Kronika HR Zagreb, u 7.20 Dobro jutro, jutarnji program, 08.00 Vijesti, 08.05 Dobro jutro, jutarnji program, 09.00 Glazbeno-promidžbeni program, 10.30 Planet mladih - obrazovna emisija, 12.00 Promidžbeni program, 20.00 Glazbena večer. Nedjeljom je 07.00 Emisija za selo, 10.00 Promidžbeni program, 12.00 Bez ograničenja - pozdravi i čestitke uz narodnu glazbu, 19.00 Prijenos sv. mise - Međugorje i 20.00 Glazbena večer.
Godine 2000. dobio je dugoročnu dozvolu Regulatorne agencije za djelomično pokrivanje tuzlanske regije.
Radio Soli emitirao je na frekvencijama od 92,7 MHz i 103,4 MHz. Frekvencijom je pokrivao teritorij Tuzlanske županije, dijelove dobojske regije i Posavske županije.
Glavni i odgovorni urednik Radija Soli bio je Miljenko Čajić. Direktorica bila je Jasna Subotić.
Član Koordinacije hrvatskih i katoličkih udruga s područja Tuzlanske županije.
Gašenjem Radija Soli tuzlanski Hrvati žive u medijskom mraku, jer mjesna RTV Tuzla program emitira na bošnjačkom jeziku i vrlo rijetko se bavi sadržajima u svezi s Hrvatima.

## Vanjske poveznice
- Radio Soli  Arhivirana inačica izvorne stranice od 2. rujna 2011. (Wayback Machine)
- Radio Soli na Facebooku